# Грузија на Европском првенству у атлетици у дворани 2021.
Грузија је учествовала на 36. Европском првенству у дворани 2021 који се одржао у Торуњу, Пољска, од 4. до 7. марта. Ово је било тринаесто европско првенство у дворани од 1994. године од када је Грузија први пут учествовала. Репрезентацију Грузије представља су 3 такмичара који су се такмичили у 3 дисциплине.
На овом првенству такмичар из Грузије није освојио ниједну медаљу, нити је остварио неки резултат.

## Учесници
Мушкарци:
- Миндиа Енделадзе — 400 м
- Бачана Хорава — Скок удаљ
- Гиорги Мујаридзе — Бацање кугле

## Резултати

### Мушкарци
| Атлетичар        | Дисциплина   | Лични рекорд | Квалификације | Квалификације | Полуфинале           | Полуфинале           | Финале                | Финале       | Детаљи                                   |
| Атлетичар        | Дисциплина   | Лични рекорд | Резултат      | Место         | Резултат             | Место                | Резултат              | Место        | Детаљи                                   |
| ---------------- | ------------ | ------------ | ------------- | ------------- | -------------------- | -------------------- | --------------------- | ------------ | ---------------------------------------- |
| Миндиа Енделадзе | 400 м        | 47,26 НР     | 47,85 (.848)  | 5. у гр. 6    | Није се квалификовао | Није се квалификовао | Није се квалификовао  | 35 / 48 (49) |                                          |
| Бачана Хорава    | скок удаљ    | 8,25 НР      | 7,46          | 14.           |                      |                      | Нису се квалификовали | 14 / 14      | Архивирано на веб-сајту (30. април 2021) |
| Гиорги Мујаридзе | Бацање кугле | 21,21 НР     | 19,22         | 13.           | 13 / 13              |                      | Нису се квалификовали |              |                                          |